# Departamento Municipal de Água e Esgotos

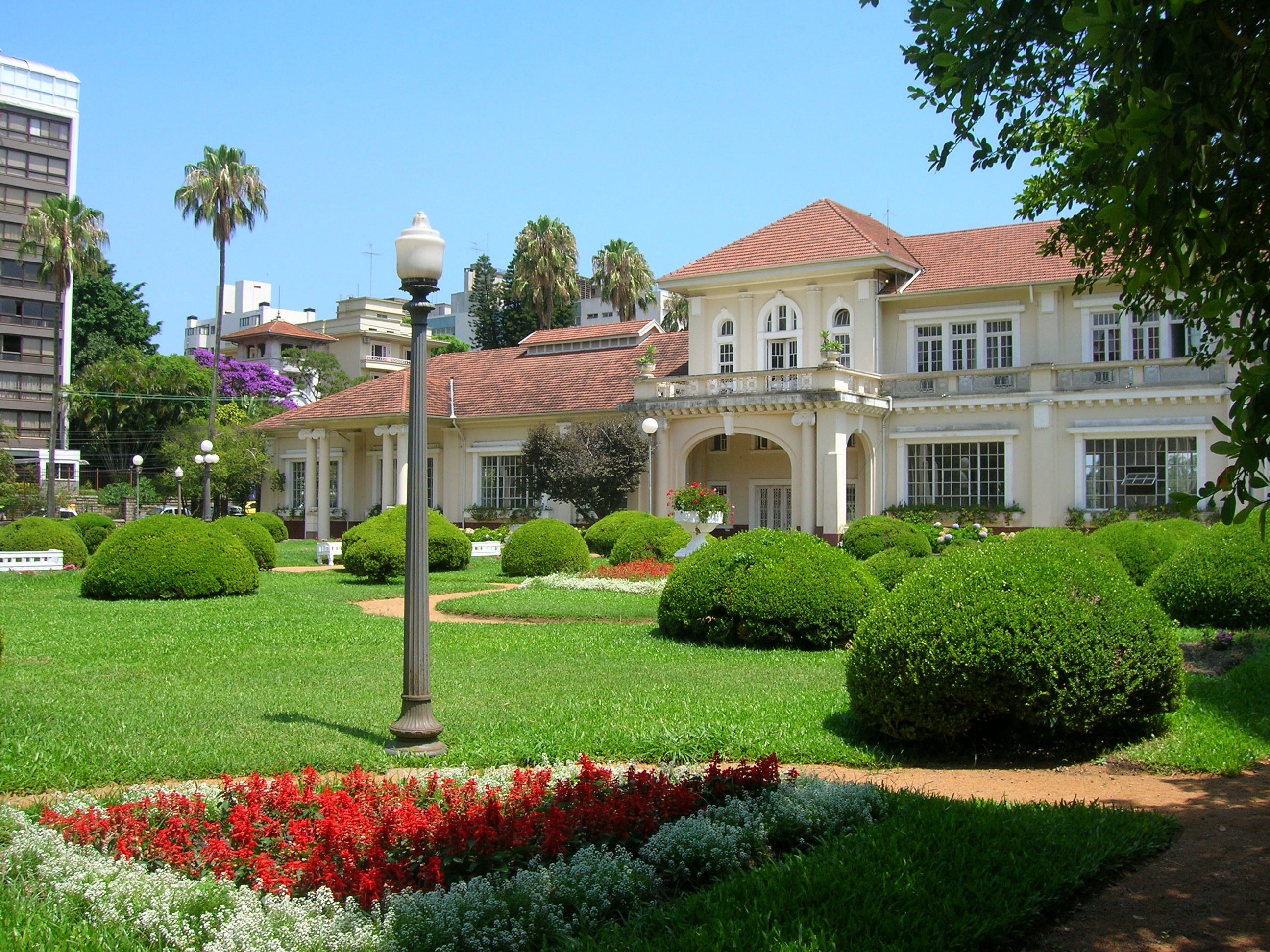
Prédio da Hidráulica Moinhos de Vento, atualmente um patrimônio histórico municipal e sede da Diretoria Geral do DMAE

O Departamento Municipal de Água e Esgotos (DMAE), é uma autarquia da prefeitura da cidade brasileira de Porto Alegre, que administra os serviços de água e esgotos. Foi criado pela Lei nº 2.312, de 15 de dezembro de 1961.

## Antecedentes
A criação do Departamento Municipal de Água e Esgotos se insere em um longo processo de modernização e qualificação dos serviços de abastecimento de água e coleta de esgoto da cidade que havia iniciado ainda no século XIX. Inicialmente os serviços eram entregues principalmente à iniciativa privada, sob a supervisão do município.
Em 1904 os serviços foram encampados pela Intendência, sob a justificativa de que as empresas responsáveis haviam falhado em prestar um bom atendimento. Em 1907 foi criado um departamento especial, a Seção de Hidráulica Municipal, para administrar os serviços, a Comissão Municipal de Saneamento passou a fiscalizar as obras sanitárias domiciliares e em 1911 uma lei regulamentou a disposição do esgoto doméstico. Em 1925 foi criada a Diretoria de Água e Esgoto, transformada em 1928 na Diretoria Geral de Saneamento (DGS), pela qual a água passava a ser tratada.

## Criação e estrutura do Departamento
Em 1956 a DGS transformava-se em Secretaria Municipal de Água e Saneamento, e com um empréstimo do Banco Interamericano de Desenvolvimento, o município pôde investir em saneamento básico e no tratamento da água. Por exigência do Banco, a secretaria foi transformada em uma autarquia pela Lei nº 2.312 de 15 de dezembro de 1961, que ao mesmo tempo criou em seu lugar o Departamento Municipal de Água e Esgotos (DMAE). Seu primeiro diretor foi Eduardo Martins Gonçalves Netto.
Sua estrutura administrativa atual é o resultado de uma reforma de 2012, que organizou seus setores da seguinte maneira:
- Diretoria Geral, assessorada por: 
  - Diretoria Geral Adjunta
  - Procuradoria
  - Conselho Deliberativo
  - Delegação de Controle
  - Equipe de Tecnologia da Informação e Inovação
- Diretorias: 
  - Gestão e Desenvolvimento
  - Tratamento e Meio Ambiente
  - Operações
  - Relacionamento com o Cliente
  - Gestão Administrativa

Gerentes setoriais, Coordenadores e Líderes de Equipe se responsabilizam pela distribuição e supervisão das tarefas. Há ainda uma Universidade Corporativa para treinamento de funcionários e uma Unidade de Comunicação Social.

## Atividades
Em seus primeiros anos de atividade foram criadas novas hidráulicas nos bairros Tristeza, Menino Deus e São João, mas a prioridade era ampliar significativamente a rede de coleta do esgoto. O tratamento do esgoto, no entanto, não entrou nos planos, sendo recomendando que fosse lançado in natura no meio do canal de navegação do lago Guaíba, através de um emissário subfluvial, a partir da Ponta da Cadeia.
A esta altura aumentava a preocupação com a qualidade da água coletada do Guaíba, já muito contaminada com efluentes domésticos, industriais e agrotóxicos. Nos anos 1970 foram realizados estudos para avaliar essa questão, concluindo-se que a água era de boa qualidade após o devido tratamento, e em 1975 iniciou o processo de fluoretação. Nesta década foram realizados grandes investimentos, e em 1981, 98% da população de Porto Alegre tinha água tratada. No mesmo ano foi concluído o Plano Diretor de Abastecimento de Água, revisto em 1993, analisando a tendência de crescimento da demanda e estabelecendo diretrizes.
A coleta e tratamento dos esgotos continuavam em segundo plano, a despeito de já haver desde o início da década de 1960 o Plano Diretor de Esgotos Sanitários e desde 1973 o Plano Integrado de Esgotos Cloacais. Em 1975 apenas 41,4% do esgoto era coletado, e praticamente nada era tratado. Em 1978 ainda não era possível dizer que a cidade dispunha de um sistema integrado de coleta e tratamento de esgotos, e o que existia eram ações descoordenadas e sem planejamento. Em 1980 foi publicado o Plano Integrado dos Esgotos Sanitários, mas os avanços nesta área continuavam lentos, e ao final da década cerca de 50% do esgoto era coletado e menos de 2% era tratado. Na década de 1990 essa situação foi em parte revertida com recursos próprios financiados pela tarifa e com o apoio do Orçamento Participativo e do Programa Guaíba Vive. Em 1992 foi inaugurada a primeira grande estação de tratamento de esgotos, situada no bairro do Lami, o que inclusive recuperou a balneabilidade das praias locais, há muito interditadas. Até 2002 foram implantadas mais cinco estações, nos bairros Rubem Berta, Belém Novo, Vila Esmeralda e sobretudo as grandes estações de Ipanema e São João/Navegantes, as maiores obras realizadas pelo DMAE nos últimos 20 anos, com capacidade de tratamento respectivamente de 246 e 444 litros por segundo.
Segundo dados da Prefeitura de Porto Alegre, em 2024 mais de 99,5% da população da capital era atendida com abastecimento de água. O DMAE mantinha seis estações de tratamento, seis estações de bombeamento de água bruta, 88 estações de bombeamento de água tratada, 104 reservatórios e mais de 4.200 quilômetros de redes de distribuição. Eram consumidos mais de 200 milhões de metros cúbicos de água tratada por ano, sendo 88% para uso residencial. 91,3% da população era atendida com coleta de esgoto, mas apenas 57% do esgoto era tratado.

## Sucateamento
Em 2008 o DMAE recebeu o certificado ISO 9001:2000 pela boa qualidade de seus serviços, mas nos últimos anos vem sofrendo com cortes de verbas, redução nos investimentos, redução acentuada no número de servidores e perda de grande parte da sua autonomia administrativa, financeira e econômica, além de ter diversos setores terceirizados. O resultado, segundo Oliveira et alii, tem sido uma queda na qualidade dos serviços, queda na receita, abandono de projetos e demora no atendimento de queixas e solução de problemas. Também iniciou uma pressão para a privatização da autarquia.
Os problemas começaram no governo do prefeito Nelson Marchezan Júnior (2017-2020). Em 2017 o decreto municipal nº 19.650 criou o Comitê de Gestão Orçamentária e Financeira, vinculado ao Gabinete do prefeito, centralizando as decisões referentes aos órgãos e entidades da Administração Pública Municipal. No mesmo ano, o decreto nº 19.651 instituiu o Comitê para Gestão de Despesas de Pessoal, e pela lei complementar nº 810 a gestão do DMAE foi vinculada à Secretaria Municipal de Infraestrutura e Mobilidade Urbana. Essas mudanças tiveram o efeito de reduzir a autonomia da autarquia. Em 2019 foi extinto o Departamento Municipal de Esgotos Pluviais (DMEP), e em 2021 o DMAE passou a se responsabilizar por parte das suas funções de planejamento, execução de obras e contratação de projetos, enquanto outros serviços foram transferidos para as Secretarias de Serviços Urbanos e de Obras e Infraestrutura. O DMAE recebeu apenas parte da estrutura e do pessoal do DMEP, que não têm sido suficientes para cumprir as novas funções.
Em fevereiro de 2021, o Tribunal de Contas do Estado publicou um relatório sobre a situação. Conforme o tribunal, Marchezan Júnior teve "conduta contrária ao interesse público, desarrazoada e imprudente" na gestão da empresa, com a intenção de privatizá-la. Como resultado, os serviços foram prejudicados, implicando em aumento de interrupções no fornecimento de água de mais de 40% em relação ao último ano do governo anterior.
Conforme o relatório, o então prefeito procrastinou a contratação de serviços essenciais para a empresa, mesmo após reiterados alertas dos gestores. Nos quatro anos de gestão do prefeito, as perdas de faturamento tiveram um aumento de R$ 41 milhões, em consequência das atitudes do governante em relação à empresa. Além da não contratação de serviços, Marchezan Júnior negou-se a repor pessoal e retirou-lhe a autonomia, para que ela não pudesse fazê-lo. O tribunal também concluiu que a precarização foi intencional, e solicitou, juntamente com o Ministério Público de Contas, a suspensão do contrato com o BNDES para a privatização do DMAE que estava em andamento, por não ser amparado pela legislação vigente, apresentar graves deficiências e potencial conflito de interesses, sem consulta prévia ao órgão e sem garantia de que o interesse público seja atendido.
Em 2023 o procurador do Ministério Público de Contas emitiu parecer em que declarou ter havido "ingerência ilegal" da Prefeitura na autonomia do DMAE durante a gestão Marchezan e determinou que o seu sucessor, Sebastião Melo (2021-), garantisse essa autonomia, recomendando que se instaurasse processo para acompanhar a tendência percebida de desestatização do órgão.
O DMAE tem um quadro funcional de 3.632 cargos estatutários, mas em 2019 estavam preenchidos somente 1.411, e de acordo com dados do Portal da Transparência de Porto Alegre, em janeiro de 2024 o número havia caído para 1.070. Em 2022 havia sido pedida a contratação emergencial de 400 trabalhadores, mas o pedido foi negado pela Prefeitura, que autorizou a realização de um concurso viabilizando apenas 33 vagas. Na avaliação de Sandra Darui, coordenadora do Conselho de Representantes Sindicais do Departamento Municipal de Água e Esgotos, o sucateamento da autarquia é proposital e nas condições atuais é impossível dar conta da demanda, acrescentando que o sucateamento se reflete em perda de competência técnica e queda na qualidade dos serviços prestados.

## Enchente de 2024

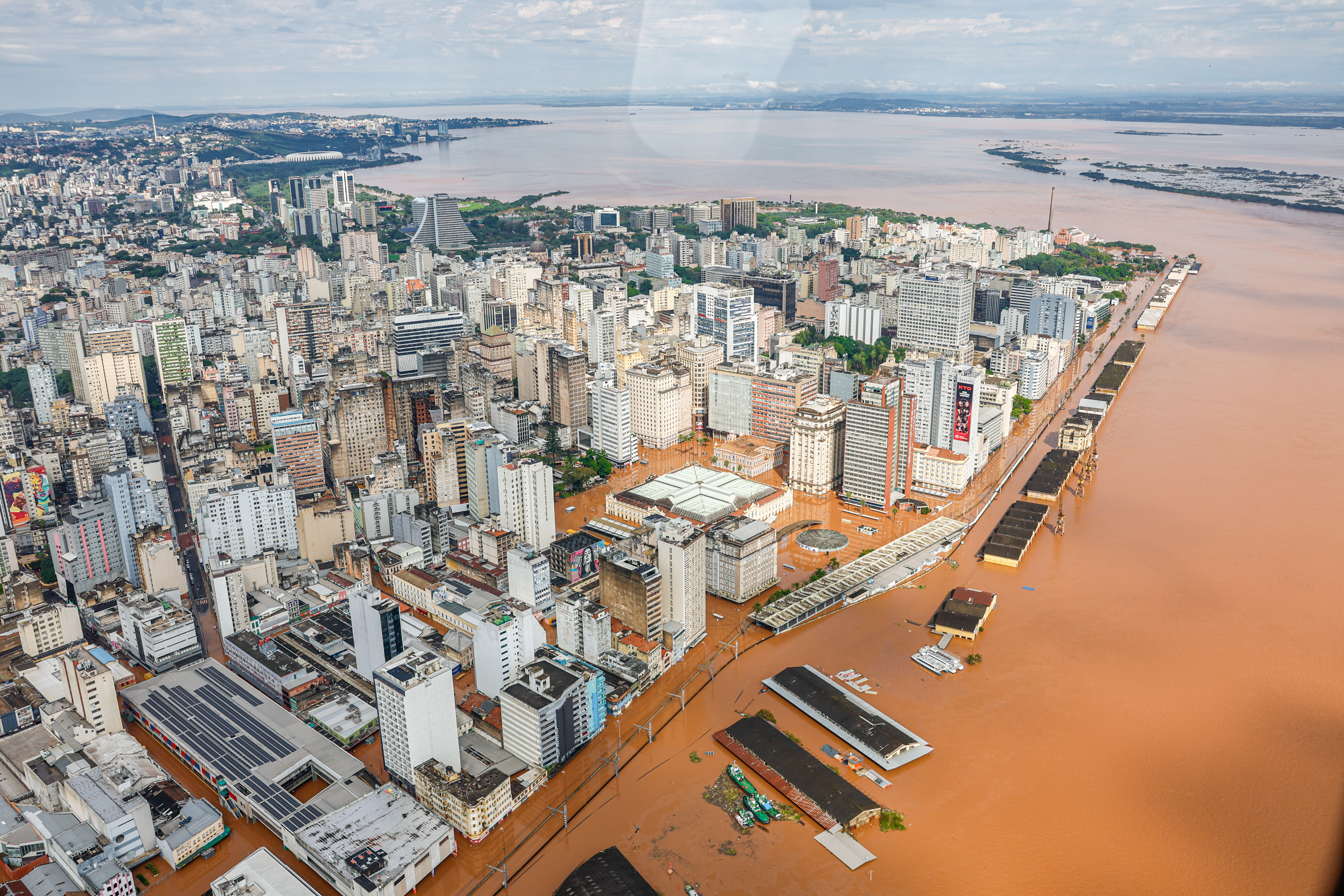
O Centro Histórico de Porto Alegre alagado em 2024

As chuvas históricas de abril-maio de 2024 no Rio Grande do Sul causaram uma enchente generalizada nos rios do estado, que devastaram de maneira inédita muitas cidades do interior e da Região Metropolitana. Porto Alegre também foi pesadamente afetada. O nível da água do Guaíba medido no cais do porto bateu o recorde histórico da enchente de 1941. Embora a capital conte com um sólido sistema de contenção de cheias, ele apresentou várias falhas. O muro da Mauá teve comportas rompidas ou vazando, partes dos diques romperam, o entulho produzido pela inundação entupiu redes de escoamento, em muitos pontos os bueiros que escoam para o Guaíba jogavam água para dentro da cidade e numerosas casas de bombeamento da água de volta para o Guaíba deixaram de funcionar. Como resultado, a cidade teve bairros inteiros extensamente alagados, incluindo o Centro Histórico. Neste contexto, o DMAE foi envolvido em uma polêmica sobre sua capacidade de desempenhar as tarefas que lhe cabiam, já que depois da extinção do DMEP o departamento assumiu a administração dos diques, das casas de bombeamento e dos esgotos pluviais. No dia 6 de maio apenas quatro das 23 casas de bombas estavam operando.
Ex-diretores do DMAE e do DMEP e um manifesto assinado por 42 engenheiros e técnicos especialistas apontaram que o sistema antienchente de Porto Alegre é "robusto, eficiente, e fácil de operar e manter", e só não funcionou por falta de manutenção adequada. O sistema já havia apresentado falhas na enchente de 2023, mas desde 2018 foram feitos alertas, incluindo relatórios internos do próprio DMAE, de que alguns equipamentos precisavam de manutenção urgente, pois em caso de cheia havia risco de alagamento da área central de Porto Alegre. O diretor do DMAE negou ter havido negligência e disse que só tomou conhecimento do requerimento interno em outubro de 2023 e lhe deu o devido encaminhamento, e que não houve tempo hábil para implementar as reformas necessárias, mas o grupo de investigação do jornal Zero Hora alegou que o processo com o alerta ficou parado por quatro anos. O prefeito Melo também recebeu críticas mas alegou que o sistema de contenção não pode funcionar direito sem a inclusão das cidades vizinhas e não poderia dar conta do tamanho inédito da enchente, e acusou os críticos de estarem fazendo "politicagem". Depois da denúncia da existência dos alertas prévios, o prefeito determinou a abertura de uma investigação.
Segundo dados da Prefeitura, desde 2021 foram realizados grandes investimentos contra "cheias e crises climáticas", totalizando 592 milhões de reais. Deste valor, 35 milhões foram investidos em dragagem de arroios para evitar inundações e 11 milhões em microdrenagem da rede pluvial, e o restante se distribuindo entre vários projetos concentrados em melhorias no tratamento e distribuição de água. Por outro lado, segundo investigação do UOL, usando dados do Portal da Transparência, na demonstração contábil do DMAE os gastos específicos na rubrica "Melhoria no sistema contra cheias" são baixos e vêm caindo. Em 2021 foram destinados 1,78 milhão, 141,9 mil reais em 2022, e em 2023 não foi empenhado nada. A Prefeitura alega que as outras obras que fez também colaboram na prevenção às cheias.